# Liste der Bodendenkmäler in Simbach am Inn
Auf dieser Seite sind die Bodendenkmäler in der niederbayerischen Stadt Simbach am Inn zusammengestellt. Diese Tabelle ist eine Teilliste der Liste der Bodendenkmäler in Bayern. Grundlage ist die Bayerische Denkmalliste, die auf Basis des Bayerischen Denkmalschutzgesetzes vom 1. Oktober 1973 erstmals erstellt wurde und seither durch das Bayerische Landesamt für Denkmalpflege geführt wird. Die folgenden Angaben ersetzen nicht die rechtsverbindliche Auskunft der Denkmalschutzbehörde.

## Bodendenkmäler der Stadt Simbach am Inn

### Bodendenkmäler in der Gemarkung Eggstetten
| Lage                  | Objekt | Akten-Nr.     | Bild |
| --------------------- | --- | ------------- | ---- |
| Eggstetten (Standort) | Schürfgruben vor- und frühgeschichtlicher Zeitstellung. | D-2-7743-0016 |      |
| Eggstetten (Standort) | Untertägige mittelalterliche und frühneuzeitliche Befunde und Funde im Bereich der Katholischen Pfarrkirche Hl. Kreuzauffindung von Eggstetten. Siehe auch: Hl. Kreuzauffindung (Eggstetten) | D-2-7743-0057 |      |

### Bodendenkmäler in der Gemarkung Erlach
| Lage                            | Objekt | Akten-Nr.     | Bild |
| ------------------------------- | --- | ------------- | ---- |
| Erlach (Standort)               | Vogelherd des späten Mittelalters oder der frühen Neuzeit. | D-2-7644-0016 |      |
| Erlach (Standort)               | Siedlung mit rechteckigem Grabenwerk und verebneter Grabhügel vor- und frühgeschichtlicher Zeitstellung. | D-2-7744-0010 |      |
| Erlach (Standort)               | Verebnetes rechteckiges Grabenwerk vor- und frühgeschichtlicher Zeitstellung. | D-2-7744-0011 |      |
| Erlach (Standort)               | Siedlung vor- und frühgeschichtlicher Zeitstellung. | D-2-7744-0012 |      |
| Erlach (Standort)               | Siedlung vor- und frühgeschichtlicher Zeitstellung. | D-2-7744-0013 |      |
| Erlach (Standort)               | Verebnetes Grabenwerk und Siedlung vor- und frühgeschichtlicher Zeitstellung. | D-2-7744-0014 |      |
| Erlach (Standort)               | Siedlung vor- und frühgeschichtlicher Zeitstellung. | D-2-7744-0015 |      |
| Erlach (Standort)               | Siedlung vor- und frühgeschichtlicher Zeitstellung. | D-2-7744-0024 |      |
| Erlach (Standort)               | Verebnete Grabhügel oder Siedlung vor- und frühgeschichtlicher Zeitstellung. | D-2-7744-0032 |      |
| Erlach (Standort)               | Siedlung oder verebnete Grabhügel vor- und frühgeschichtlicher Zeitstellung. | D-2-7744-0033 |      |
| Erlach (Standort)               | Spätmittelalterliche und frühneuzeitliche Befunde und Funde im Bereich der Katholischen Pfarrkirche Mariä Himmelfahrt von Erlach und ihrer mittelalterlichen Vorgängerbauten. Siehe auch: Mariä Himmelfahrt (Erlach) | D-2-7744-0036 |      |
| Erlach (Standort)               | Archäologische Befunde und Funde des späten Mittelalters oder der frühen Neuzeit im Bereich der abgegangenen Kirche St. Johannes von Winklham mit Friedhof. Siehe auch: St. Johannes (Winklham)                      | D-2-7744-0058 |      |
| Erlach Simbach a.Inn (Standort) | Teilstücke der römischen Inntalstraße mit begleitenden Materialentnahmegruben. | D-2-7744-0068 |      |

### Bodendenkmäler in der Gemarkung Kirchberg a.Inn
| Lage                       | Objekt | Akten-Nr.     | Bild |
| -------------------------- | --- | ------------- | ---- |
| Kirchberg a.Inn (Standort) | Siedlung vor- und frühgeschichtlicher oder mittelalterlicher Zeitstellung. | D-2-7744-0017 |      |
| Kirchberg a.Inn (Standort) | Untertägige spätmittelalterliche und frühneuzeitliche Befunde im Bereich der Katholischen Pfarrkirche St. Nikolaus von Kirchberg und ihrer mittelalterlichen Vorgängerbauten. Siehe auch: St. Nikolaus (Kirchberg) | D-2-7744-0037 |      |

### Bodendenkmäler in der Gemarkung Simbach a.Inn
| Lage                     | Objekt | Akten-Nr.     | Bild |
| ------------------------ | --- | ------------- | ---- |
| Simbach a.Inn (Standort) | Frühmittelalterlicher Ringwall Alte Schanze. | D-2-7744-0018 |      |
| Simbach a.Inn (Standort) | Vogelherd des späten Mittelalters oder der frühen Neuzeit. | D-2-7744-0019 |      |
| Simbach a.Inn (Standort) | Körpergräber vor- und frühgeschichtlicher Zeitstellung. | D-2-7744-0021 |      |
| Simbach a.Inn (Standort) | Grabenwerk vor- und frühgeschichtlicher Zeitstellung. | D-2-7744-0035 |      |
| Simbach a.Inn (Standort) | Massengrab der frühen Neuzeit. | D-2-7744-0053 |      |
| Simbach a.Inn (Standort) | Archäologische Befunde und Funde des späten Mittelalters und der frühen Neuzeit im Bereich der abgegangenen Kirche St. Margaretha von Lengdorf. Siehe auch: St. Margaretha (Lengdorf) | D-2-7744-0059 |      |
| Simbach a.Inn (Standort) | Archäologische Befunde und Funde des Mittelalters und der frühen Neuzeit im Bereich der abgegangenen Kirche St. Martin von Antersdorf. Siehe auch: St. Martin (Antersdorf)            | D-2-7744-0060 |      |